# 渡瀬裕司
渡瀬 裕司（わたせ ゆうじ、1963年3月3日 - ）は、日本の元ラグビー選手。現在日本ラグビーフットボール協会の理事を務めている。

## プロフィール
- 東京都出身[2]。
- 現役時代のポジションはフルバック(FB)。

## 略歴
慶應義塾高校卒業後、慶応義塾大学に入学。
慶應義塾大学卒業後、銀行務めながら、慶應義塾高校・慶應義塾大学のコーチを経て、2002年、慶應義塾體育會蹴球部の監督に就任。
その後2016年、サンウルブズのCEOに就任。
2019年、日本ラグビーフットボール協会の理事に就任。
2021年、ストームハーバー証券戦略推進担当のマネージング・ディレクターに就任。